# Sferro
Sferro (Sferru in siciliano) è l'unica frazione del comune di Paternò, in provincia di Catania.

## Storia
Edificato nel 1927 in epoca fascista come Borgo Sferro, lungo la Strada Statale 192, nei pressi della stazione ferroviaria di Sferro della linea Catania-Palermo.  Questa località divenne uno dei più importanti centri agricoli della Piana di Catania per la coltivazione di agrumi (in particolare arance) e altri prodotti legati all'attività agricola.
Durante la seconda guerra mondiale, a seguito dello sbarco in Sicilia delle truppe inglesi nel 1943, fu teatro di scontri tra le truppe tedesche e quelle anglo-americane. Nel corso dell'avanzata su Catania, dopo aver conquistato il ponte di Primosole sul fiume Simeto, con scontri durati cinque giorni che costarono cinquecento morti, venne combattuta una cruenta battaglia presso la stazione ferroviaria di Sferro, tra gli scozzesi della 51ª divisione Highlanders e i tedeschi della Hermann Göring, che fece altri trecento morti. I soldati inglesi e tedeschi furono seppelliti l'uno accanto all'altro sotto tumuli di terra, con gli elmetti sulle croci di legno.
A qualche chilometro dalla stazione ferroviaria luogo della battaglia sorge un monumento in onore dei caduti.

## Economia
L'economia di Sferro si basa sulla coltivazione degli agrumi. Importanti sono anche la coltivazione del grano e l'allevamento di bestiame. Negli ultimi anni, si sta affermando anche il settore del fotovoltaico.